# ギルド

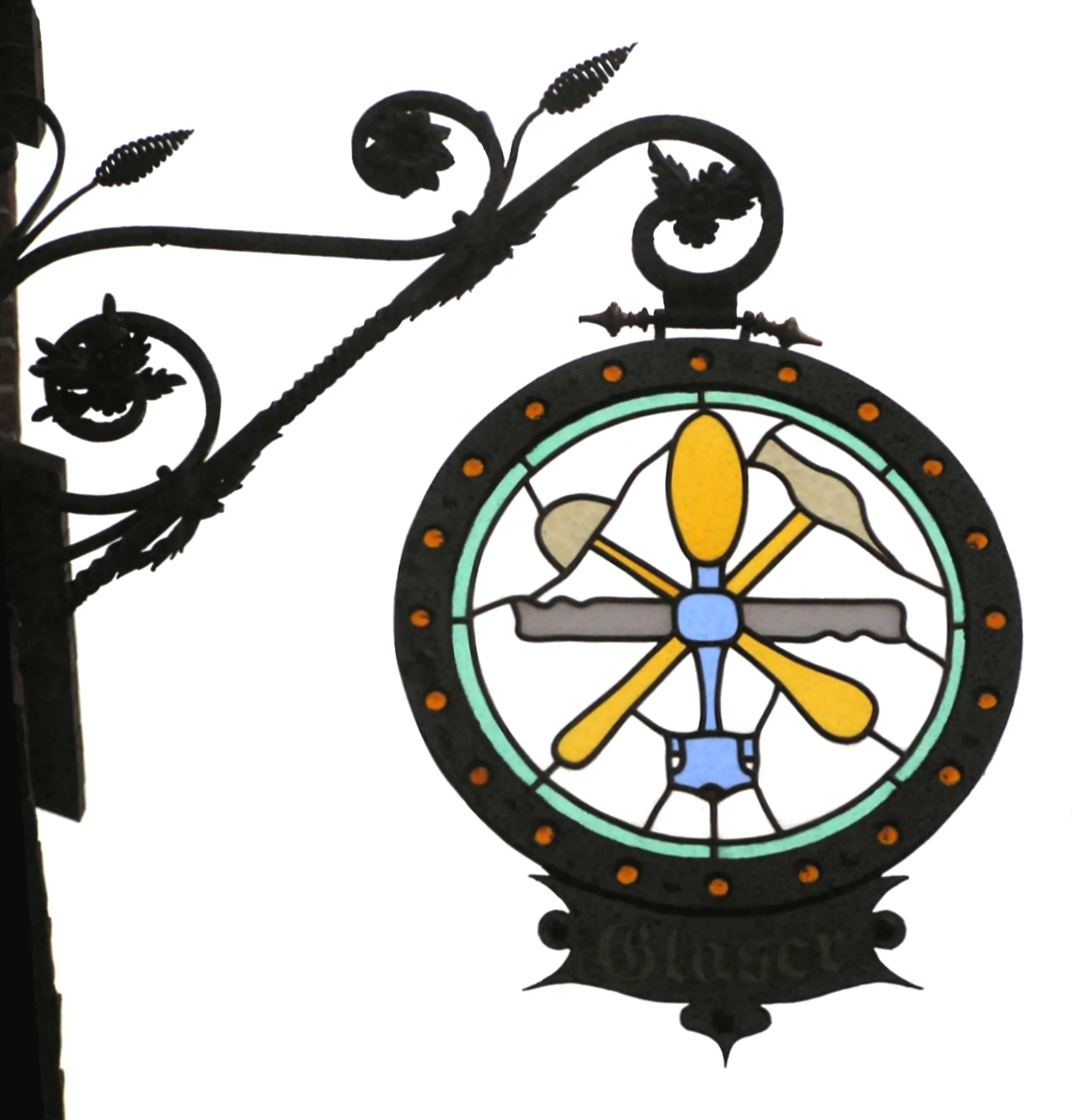
錬鉄ギルドの伝統的なガラス看板（ドイツ）

ギルド（英: guild、独: Zunft、伊: arti）は、中世より近世にかけて西欧諸都市において商工業者の間で結成された各種の職業別組合。商人ギルド・手工業ギルド（同職ギルド）などに区分される。一般に封建制における産物とされる。現在における職能団体の源流である。

## 歴史
| ドイツのギルド紋章 | ドイツのギルド紋章 | ドイツのギルド紋章 | ドイツのギルド紋章 |
| ------------------ | ------------------ | ------------------ | ------------------ |
| 1 製靴             | 2 漁師             | 3 肉屋             | 4 布屋             |
| 5 紡績             | 6 塗装             | 7 粉挽             | 8 石工             |
| 9 大工             | 10 屋根工          | 11 仕立屋          | 12 製パン          |
| 13 鞍馬屋          | 14 鉄工            | 15 毛織工          | 16 染物屋          |

西欧の中世都市において、都市の成立・発展に大きく寄与した商人（遠隔地商人）によって組織された商人ギルド（英：guild Merchant、独：Zunft）が市参事会を通じた市政運営を独占していた。しかし、商人ギルドによる市政独占に反発した手工業者たちは職業別の手工業ギルド（同職ギルド、英：craft guild、独：Zunft）を結成、商人ギルドに対抗して市政参加を要求した。この両集団の闘争はツンフト闘争とも称され、闘争を通じて手工業者にも市政参加の道が開かれることになった。
中世都市には徒弟制度と称される厳格な身分制度が存在し、その頂点に立つ親方は職人・徒弟を指導して労働に従事させた。ギルドに参加できるものは親方資格をもつものに限られていた。教会と密接なかかわりがあり、集団ごとに守護聖人をもち、その祝日などに会合を行うのが普通であった。
製品の品質・規格・価格などは厳しくギルド内で統制され、品質の維持が図られた。販売・営業・雇用および職業教育に関しても独占的な権利を有していたため、自由競争を排除してギルドの構成員が共存共栄することが可能だった。しかし、このことが各個人の自由な経済活動を阻害したともいえる。
近世の絶対王政下において各都市の自主性が失われ王権に屈していく中で、ギルドは王権に接近して特権集団として自らの利権擁護を図った。しかし徐々に市民階級が成長すると、閉鎖的・特権的なギルドへの批判が強まり、市民革命の中でギルドは解体を余儀なくされた。
しかし、遅くまで封建制が残っていたドイツではギルドあるいはその行動様式が残っており、またオットー・フォン・ビスマルクも彼らを囲い込むためにギルドに支持される職業別の社会保険制度を作り上げた。この制度は21世紀まで生き残り、ドイツ社会の行動様式を根本的に規定するものだと言われている。

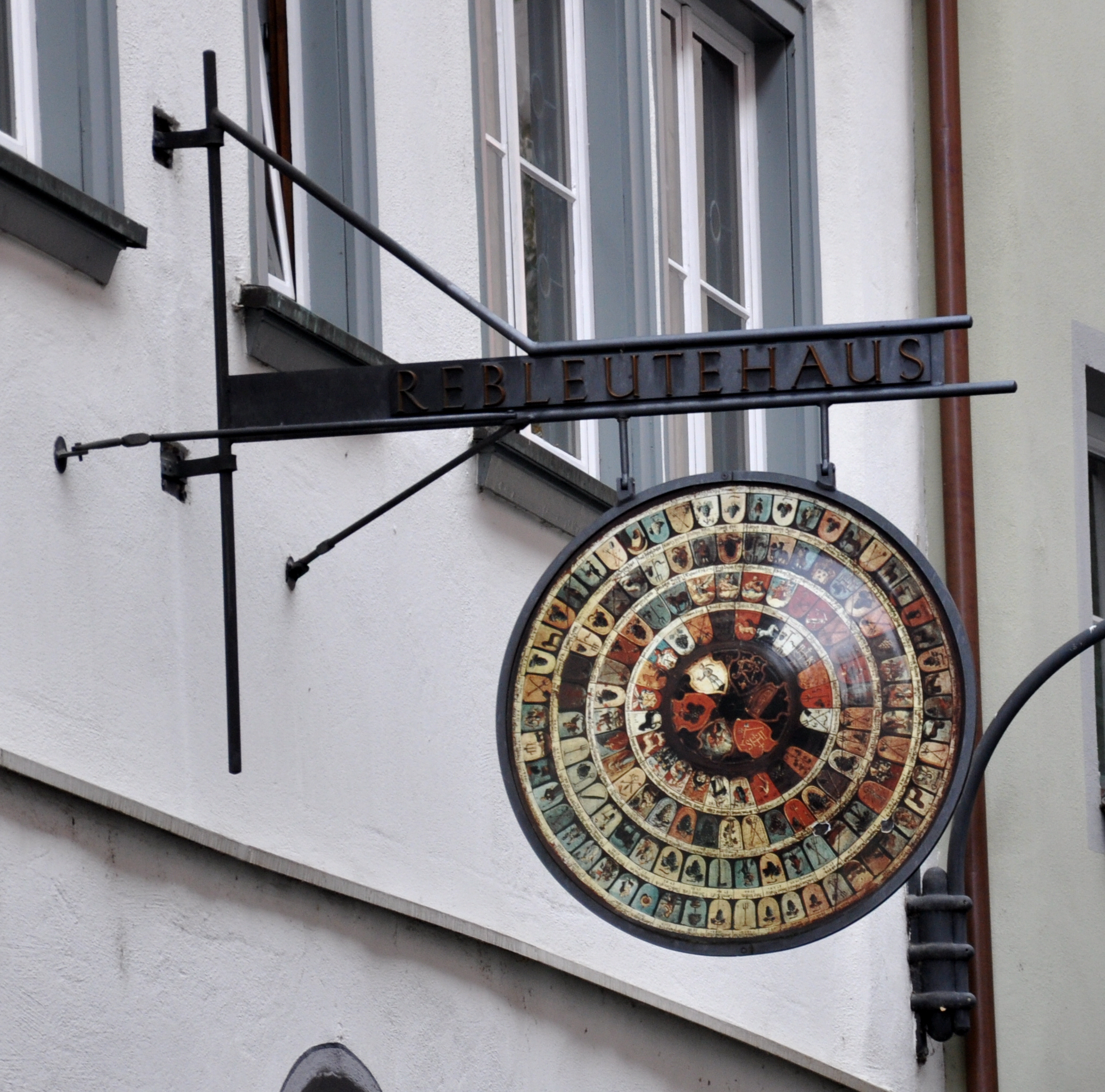
ラーフェンスブルク（ドイツ）の看板
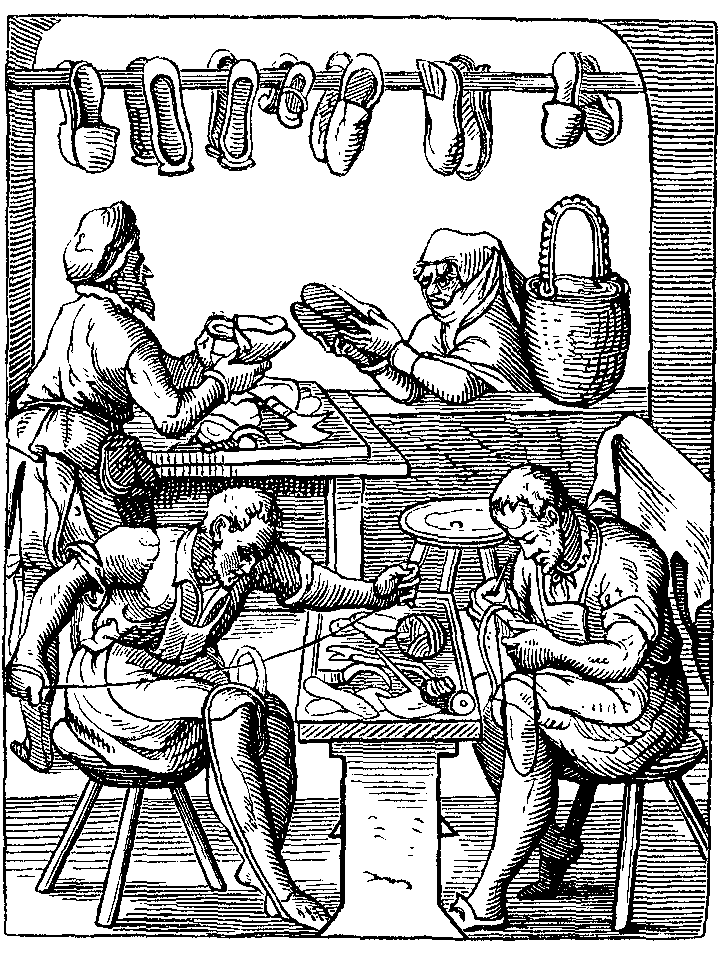
製靴屋, 1568

## 現代のギルド
現代の英国では、ロンドン・シティ・ギルド協会（1878年創立）は職業教育を担っており、技術大学シティ・アンド・ギルド・カレッジを運営している。ロンドン・シティ・ギルド協会の技能認定は、全国職業資格(NVQ)などと互換性がある。